# Acupalpus brunnipes
Acupalpus brunnipes es una especie de escarabajo del género Acupalpus, familia Carabidae. Fue descrita científicamente por Jacob Sturm en 1825.
Esta especie habita en Gran Bretaña, Noruega, Suecia, Francia, Bélgica, Países Bajos, Alemania, Suiza, Austria, Chequia, Eslovaquia, Hungría, Polonia, Lituania, Bielorrusia, Ucrania, Portugal, España, Italia, Malta, Croacia, Macedonia del norte, Grecia, Bulgaria, Rumania, Moldavia, Azores, Georgia y Rusia. También en el norte de África (Marruecos, Argelia y Túnez).
Habitualmente vive entre musgo y basura cerca del agua. Como la mayoría de los escarabajos terrestres, Acupalpus brunnipes es un depredador.